# Тшасковиці (Лодзинське воєводство)
Тшасковиці (пол. Trzaskowice) — село в Польщі, у гміні Беляви Ловицького повіту Лодзинського воєводства.
Населення — 110 осіб (2011).
У 1975-1998 роках село належало до Скерневицького воєводства.

## Демографія
Демографічна структура станом на 31 березня 2011 року:
|          | Загалом | Допрацездатний вік | Працездатний вік | Постпрацездатний вік |
| -------- | ------- | ------------------ | ---------------- | -------------------- |
| Чоловіки | 55      | 14                 | 37               | 4                    |
| Жінки    | 55      | 14                 | 32               | 9                    |
| Разом    | 110     | 28                 | 69               | 13                   |